# Gabriel Garrido
Gabriel Garrido (Buenos Aires, 15 de noviembre de 1950) es un director de orquesta argentino especializado en el repertorio barroco y el patrimonio musical barroco de América del Sur. 

## Biografía
Estudió en la Universidad Nacional de La Plata, en Zúrich y en la Schola Cantorum Basiliensis donde se especializa en laúd, guitarra barroca y otros instrumentos. Forma parte del grupo Hespèrion XX, de Jordi Savall.
En 1981 funda Ensemble Elyma, es invitado por la UNESCO para un coloquio internacional sobre el tema en San Carlos de Bariloche.
En el Teatro Colón  de Buenos Aires dirigió L'Orfeo de Monteverdi y Las indias galantes de Jean-Philippe Rameau.

## Discografía

### CD
- 1991 : Sigismondo d'India, Arie, madrigali e baletti, con María Cristina Kiehr (Tactus Records)
- 1992 : Il secolo d'Oro nel nuovo mondo -  Diego José de Salazar, D. Fernandes, Juan de Sucre, Juan Hidalgo, Francisco de Peñalosa, Gaspar Fernandes, Antonio de Ávila, Hernando Franco, Fray Geronimo Gonzales, Juan Gutiérrez de Padilla, Juan García de Zéspedes, Tomás de Torrejón y Velasco, Juan de Araujo. (Label Symphonia) (Diapason d'or, Dix de repertoire)
- 1992 : Lima - La Plata - Missions Jésuites, Les Chemins du Baroque vol. 1, (Label, K617)
- 1992 : Domenico Zipoli, Vêpres de San Ignacio - Réductions jésuites de Chiquitos, Les Chemins du Baroque, vol. 4, (K617)
- 1993 : Torrejón y Velasco, Musique à la Cité des Rois, Les Chemins du baroque vol. 5, K617
- 1993 : Domenico Zipoli, Zipoli L'Américain, Les Chemins du Baroque, vol. 6, K617
- 1993 : Domenico Zipoli, Zipoli L'Européen, Les Chemins du Baroque, vol. 7, K617
- 1994 : Juan de Araujo, L'Or et l'Argent du Haut-Pérou Les Chemins du Baroque, vol. 8, K617
- 1994 : Bonaventura Rubino, Vespro per lo Stellario della beata Vergine (K617)
- 1995 : Marco da Gagliano, La Dafne (K617)
- 1996 : Claudio Monteverdi, L'Orfeo (K617) (Diapason d'Or, 1997)
- 1996 : Musique baroque à la royale Audience de Charcas - Juan de Araujo, Antonio Durán de la Motta, Blas Tardío y Guzmán, Roque Jacinto de Chavarría, Andrés Flores (K617)
- 1996 : Domenico Zipoli, San Ignacio, l'opéra perdu des missions jésuites de l'Amazonie (K617)
- 1997 : Gerusalemme Liberata - Monteverdi : Il combattimento di Tancredi e Clorinda
- 1998 : Lambert de Beaulieu, Ballet comique de la reine (1581), texte de Balthasar de Beaujoyeulx (K617)
- 1998 : Roque Ceruti, Vêpres solennelles de Saint Jean Baptiste (K617)
- 1998 : Monteverdi, Il ritorno d'Ulisse in patria (K617)
- 1999 : Monteverdi, Vespro della Beata Vergine (K617)
- 2000 : Le Phénix du Mexique - Villancicos (K617)
- 2000 : Tomás de Torrejón y Velasco, La Púrpura de la Rosa
- 2001 : Anonyme, Mission - San Francisco Xavier. Oper und Messe (K617)
- 2002 : Bonaventura Aliotti, Oratorio Il Sansone (K617)
- 2003 : Gaspar Fernández et Manuel de Sumaya, Musique à la Cathédrale d'Oaxaca (K617)
- 2003 : El maestro de baile y otras Tonadillas, Tonadilla ; El Maestro de Baile, Luis Misón ; Ya sale mi guitarra, Pablo Esteve ; Ya que mi mala fortuna, Blas de Laserna ; El Vizcaíno, Antonio Rosales ; La Competencia de las dos hermanas, Pablo del Moral (K617)
- 2005 : Fiesta Criolla, Roque Jacinto de Chavarría, Andrés Flores (K617)
- 2008 : Torrejón y Velasco et Juan de Errede, Corpus Christi à Cusco  (K617)
- 2009 : Francesco Cavalli, Gli Amori d'Apollo e di Dafne (K617)
- 2011 : Hanacpachap - Musique latino-américaine du temps des Conquistadores (Pan Classics)

### DVD
- 2012 : Caminos Barrocos (K617)